# Jack Falahee
Jack Ryan Falahee (Ann Arbor, 20 febbraio 1989) è un attore e musicista statunitense, noto per il ruolo di Connor Walsh nella serie televisiva Le regole del delitto perfetto.

## Biografia
Jack Falahee è nato e cresciuto ad Ann Arbor, nel Michigan, figlio di una logopedista ed un medico. Sua madre ha origini italiane e suo padre ha antenati irlandesi, tedeschi, svizzeri ed inglesi. Ha frequentato una scuola cattolica descritta come molto severa. Jack ha iniziato a recitare mentre frequentava la Huron High School. Nel 2011, Falahee si è laureato presso la New York University's Tisch School of the Arts, dove ha studiato recitazione e si è esibito in una serie di produzioni teatrali, tra cui Pene d'amor perdute, Sogno di una notte di mezza estate e Company. Il suo primo ruolo sullo schermo lo ha ottenuto nel 2012 come guest star nella web serie comica Submissions Only. Sempre nello stesso anno ha avuto il ruolo di protagonista nel cortometraggio Sunburn. Inoltre ha studiato recitazione presso l'International Theater Workshop in Amsterdam.
Falahee fa il suo debutto televisivo nel 2013, ha infatti recitato come guest-star nelle serie di The CW The Carrie Diaries e successivamente apparse in Ironside, serie televisiva prodotta dalla NBC. Ha recitato accanto a Haley Lu Richardson e Mary McCormack nel film televisivo Escape from Polygamy, trasmesso da Lifetime il 24 agosto 2013. Falahee poi avuto ruoli in diversi film indipendenti, tra cui Hunter, Blood and Circumstance e Slider. Nel 2014 ha recitato accanto a Nicolas Cage e Aubrey Peeples in Tokarev. Sempre nello stesso anno ha ottenuto il ruolo ricorrente di Charlie McBride nella serie per adolescenti Twisted. Ha anche recitato nel ruolo di Henri nel film Lily & Kat, con Jessica Rothe e Hannah Murray.
Inoltre, dal 2014 Falahee nella serie TV Le regole del delitto perfetto prodotta da Shonda Rhimes e distribuita da ABC. Nella serie Falahee interpreta il ruolo di Connor Walsh, uno dei cinque studenti della professoressa di diritto penale e avvocato difensore interpretata da Viola Davis, insieme a Aja Naomi King, Alfred Enoch, Matt McGorry e Karla Souza.

## Filmografia

### Cinema
- Hunter, regia di Ian Samplin (2013)
- Campus Life, regia di Cathy Scorsese e Kenneth M. Waddell (2013)
- Tokarev, regia di Paco Cabezas (2014)
- Blood and Circumstance, regia di Tim Gordon e Wes Sullivan (2014)
- Slider, regia di Patrick McCullough (2014)
- Lily & Kat, regia di Micael Preysler (2015)
- Cardboard Boxer, regia di Knate Lee (2016)
- Blowtorch, regia di Kevin Breslin (2016)

### Televisione
- Submissions Only – serie TV, episodio 2x07 (2012)
- Ironside – serie TV, episodio 1x09 (2013)
- The Carrie Diaries – serie TV, episodio 1x08 (2013)
- In fuga per amore (Escape from Polygamy), regia di Rachel Goldenberg – film TV (2013)
- Twisted – serie TV, 8 episodi (2014)
- Le regole del delitto perfetto (How to Get Away with Murder) – serie TV, 90 episodi (2014-2020)
- Mercy Street – serie TV, 7 episodi (2016-2017)

## Doppiatori italiani
Nelle versioni in italiano dei suoi lavori, Jack Falahee è stato doppiato da:
- Flavio Aquilone in Twisted, Le regole del delitto perfetto
- Stefano Broccoletti in Tokarev
- Danny Francucci in In fuga per amore